# Polybe (affranchi)
Pour les articles homonymes, voir Polybe (homonymie).
Polybe (Caius Iulius Polybius) (Ier siècle) est un affranchi de l’empereur Claude qui a été élevé au rang de secrétaire pendant son règne.

## Biographie
Avant l'accession de l'empereur au pouvoir, il assistait Claude dans ses travaux littéraires, juridiques et historiques comme chercheur. Par la suite, Polybe est devenu l’un des responsables des services administratifs impériaux, avec le titre de a studiis. Il est probablement le plus proche affranchi de Claude.
L'historien Suétone écrit dans sa Vie des douze Césars que Claude était si reconnaissant de son aide que l'on a permis à Polybe de se mêler aux consuls pendant le travail.
Quand Polybe perdit un frère au début des années 40, Sénèque, alors en exil, écrivit son célèbre Ad Polybium consolatio.
Dans cette œuvre, il loue Polybe pour sa fidélité à Claude et l'invite à faire passer le service de l'empereur avant son propre chagrin. Sénèque fut soupçonné de vouloir s’attirer les grâces de l'influent Polybe afin d'obtenir le droit de rentrer à Rome. Son exil se prolongea pourtant encore cinq ans.
La déloyauté aurait mené Polybe à sa chute. Il fut exécuté sur une accusation de Messaline, prouvant ainsi que, malgré leur immense pouvoir, les affranchis de l’administration impériale, étaient sous l’autorité de l'empereur, et non l’inverse comme la rumeur se plaisait à le dire. Sénèque, dans sa caricaturale Apocoloquintose de Claude, cite de nouveau Polybe en 54, parmi les affranchis qui accueillent le défunt Claude aux Enfers.
Des historiens antiques ont prétendu que l'impératrice Messaline complota pour sa disgrâce après s'être fatiguée de lui comme amant.